# Portugal en los Juegos Olímpicos de Estocolmo 1912
Portugal estuvo representado en los Juegos Olímpicos de Estocolmo 1912 por un total de 6 deportistas que compitieron en 3 deportes. Fue la primera participación de este país en los Juegos Olímpicos.
El equipo olímpico portugués no obtuvo ninguna medalla en estos Juegos.